# Aduthurai alias Maruthuvakudi
Aduthurai alias Maruthuvakudi is een panchayatdorp in het district Thanjavur van de Indiase staat Tamil Nadu. 

## Demografie
Volgens de Indiase volkstelling van 2001 wonen er 11.455 mensen in Aduthurai alias Maruthuvakudi, waarvan 50% mannelijk en 50% vrouwelijk is. De plaats heeft een alfabetiseringsgraad van 76%. 